# Копытин, Павел Иванович
Павел Иванович Копытин (род. 17 марта 1987, Липецк) — российский хоккеист, нападающий.

## Биография
Воспитанник липецкой СДЮШОР № 11 по хоккею. Начинал играть в командах «Липецк-2» (2005/06) и «Липецк» (2006/07 — 2009/10). В начале сезона-2010/11 провёл по несколько матчей за «Рязань» и «Кристалл» Электросталь и перешёл в «Буран» Воронеж, за который с сезона 2012/13 стал выступать в ВХЛ. В следующем сезоне, посте того, как «Буран» стал фарм-клубом «Атланта», также провёл 11 матчей в КХЛ. В октябре 2014 года перешёл в ТХК, через месяц вернулся в «Буран». 25 декабря 2015 подписал контракт с «Сибирью», за которую сыграл 10 матчей в КХЛ.
Выступал в ВХЛ за «Сарыарку» (2016/17) и «Дизель» (2017/18), в чемпионате Казахстана за «Иртыш» (201/19) и «Актобе» (2019/20). С сезона 2020 — в клубе чемпионата Беларуси «Динамо-Молодечно».
Бронзовый призёр хоккейного турнира зимней Универсиады 2013 года.